# Euphorbia albomarginata
Euphorbia albomarginata es una especie de planta de flores perteneciente a la familia Euphorbiaceae. Es endémica de Arizona. 

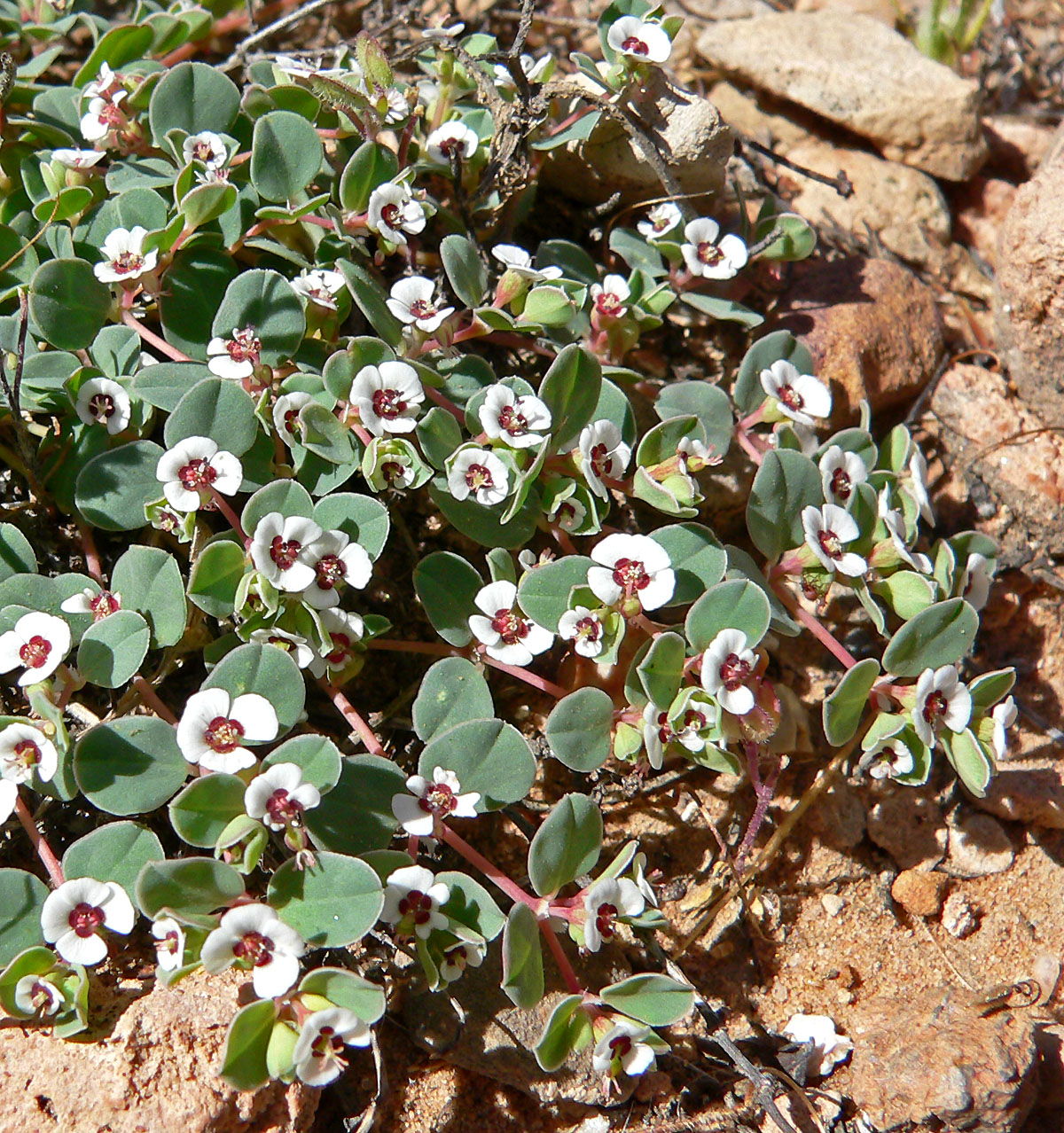
En su hábitat

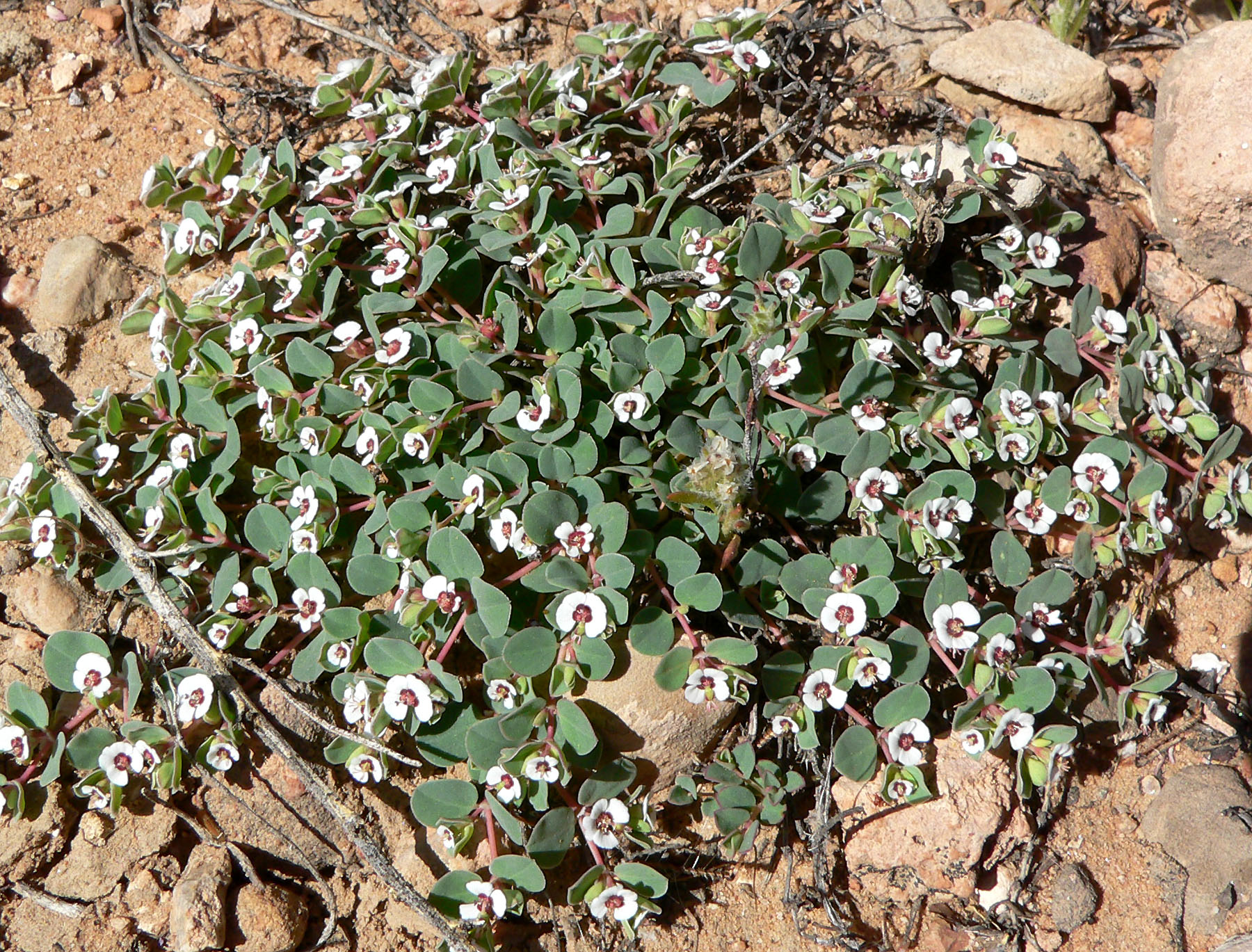
Vista de la planta

## Descripción
Es una planta suculenta rastrera que alcanza los 25 cm de longitud, propia de áreas secas. Tiene un bellas flores con cuatro pétalos blancos con el centro de color púrpura . 

## Usos
El nombre común se deriva de su antiguo uso como un remedio popular para las mordeduras de serpientes (en forma de cataplasma o se prepara como un té) - sin embargo, esta especie no ha demostrado ser eficaz en el tratamiento médico contra el veneno de la serpiente de cascabel. Como la mayoría de las euforbias, segrega una savia acre, lechosa que contiene alcaloides venenosos para el ser humano, con propiedades eméticas y catárticas que pueden ser malinterpretadas como curativas.

## Taxonomía
Euphorbia albomarginata fue descrito por Torr. & A.Gray y publicado en Reports of explorations and surveys : to ascertain the most practicable and economical route for a railroad from the Mississippi River to the Pacific Ocean, made under the direction of the Secretary of War 2(4): 174–175. 1855[1857].
Etimología
Euphorbia: nombre genérico que deriva del médico griego del rey Juba II de Mauritania (52 a 50 a. C. - 23), Euphorbus, en su honor – o en alusión a su gran vientre –  ya que usaba médicamente Euphorbia resinifera. En 1753 Carlos Linneo asignó el nombre a todo el género.
albomarginata: epíteto latino que significa "con el margen blanco".
sinonimia
- Chamaesyce albomarginata (Torr. & A.Gray) Small
- Chamaesyce hartwegiana (Boiss.) Small
- Euphorbia albomarginata Torr. & A.Gray
- Euphorbia hartwegiana Boiss.
- Euphorbia stipulacea Engelm. ex Boiss.[4][5][6]